# گسل رورانده

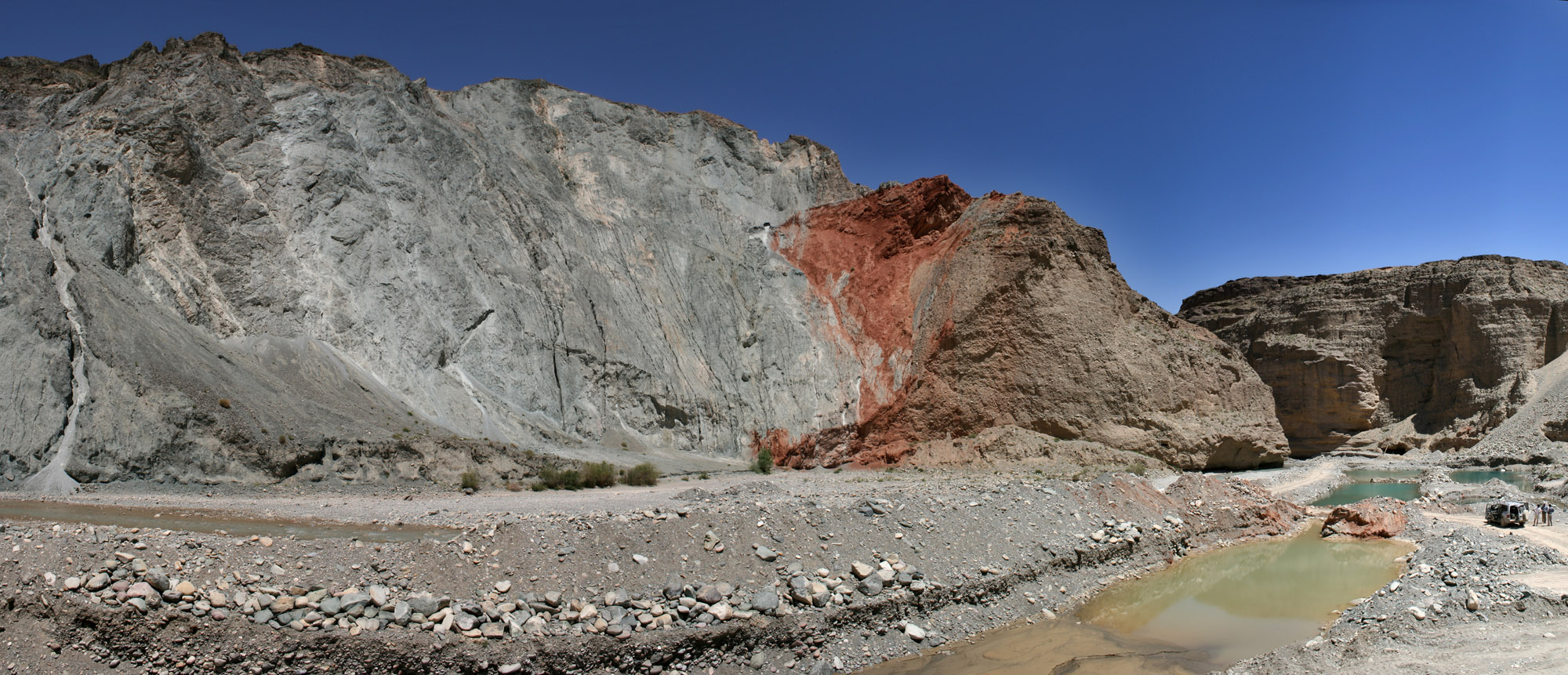
گسل راندگی در چین. سنگ‌های قدیمی (آبی و قرمز در سمت چپ) بر روی سنگ‌های جوان‌تر (قهوه‌ای در سمت راست) رانده شده‌اند.

گسل رورانده، گسل رانده (انگلیسی: Thrust fault)  یا راندگی، نوعی گسل یا شکستگی در پوسته زمین است که در آن لایه‌های سنگی زیرین به روی لایه فوقانی رانده شده‌است. این عارضه اغلب از قرارگیری سنگ‌های قدیمی‌تر بر روی سنگ‌های جوان‌تر مشخص می‌شود. گسل‌های راندگی بر اثر نیروهای فشاری پدید می‌آیند.

## ویژگی‌ها

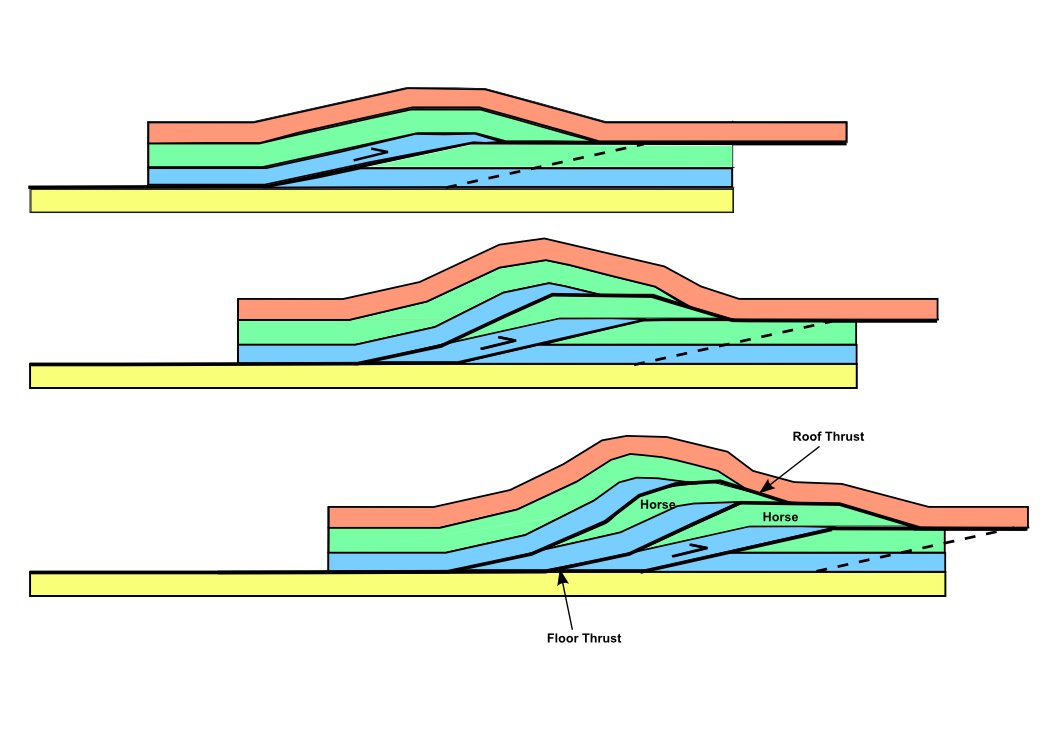
تشکیل راندگی بر اثر گسترش شکستگی سطح‌شیب‌دار لایه سنگی فوقانی.

### گسل‌های معکوس
گسل رورانده نوعی گسل معکوس است که زاویه شیب آن کم است. اغلب اوقات تشخیص تراست به دلیل تغییر شکل آن دشوار است و اگر در سنگ‌های یکسان و بدون فاصله زمین‌شناختی مشخص به‌وجود آید، شناسایی آن به‌سختی صورت می‌گیرد.
اگر زاویه شیب گسل کم (معمولاً کمتر از ۲۰ درجه نسبت به خط افق) باشد، و جابه‌جایی لایه سنگی فوقانی زیاد (اغلب در مقیاس کیلومتر) باشد، آن‌گاه این گسل را روراندگی (overthrust) می‌نامند. ممکن است بر اثر فرسایش بخشی از لایه فوقانی از بین رود و لایه زیرین در قسمت‌های کوچکی آشکار باشد که در این صورت عارضه پدید آمده را پنجره یا روزنه زمین‌ساختی می‌نامند. اگر فرسایش بیشتر قسمت‌های لایه فوقانی را از بین ببرد و فقط بخش‌های کوچکی از لایه فوقانی به‌شکل جزایر جداگانه بر روی لایه زیرین آشکار باشد، پدیده بازمانده زمین‌ساختی (klippe) تشکیل می‌شود.

### ویژگی‌های زمین‌ساختی
راندگی‌های بزرگ در نواحی تحت تأثیر نیروهای بزرگ فشاری پدید می‌آیند. این شرایط در کمربندهای کوه‌زایی که ناشی از برخورد دو صفحه پوسته قاره‌ای یا بر اثر پدیده فرورانش است، وجود دارد.